# Tapura Huiraatira
Tapura Huiraatira ("folkets lista") är ett liberalt parti i Franska Polynesien.

## Historia
Partiet grundades i februari 2016 av fem olika partier och individuella politiker som var emot Franska Polynesiens självständighet.
I valet 2018 gick partiet till valseger och vann 38 ledamotsplatser i Franska Polynesiens parlament. Partiets ordförande Édouard Fritch har fungerat som Franska Polynesiens president sedan 2014 och återvaldes år 2018.
I Frankrikes parlamentsvalet 2022 förlorade partiet alla sina platser i nationalförsamlingen till det vänsterliga partiet Tāvini Huira'atira.

## Ideologi
Partiet är emot Franska Polynesiens självständighet och ligger ganska nära med partiet La République En Marche! som är Frankrikes nuvarande presidents, Emmanuel Macrons, parti. Tapura Huiraatiras ledamöter i Frankrikes nationalförsamlingen och senat sitter i samma parlamentarisk grupp som LREM sedan 2017.
Trots sitt motstånd till självständighet, anser partiet att kulturen i Franska Polynesien är unik och regionen behöver bred autonomi för att skydda den.